# 北海道大学病院
北海道大学病院（ほっかいどうだいがくびょういん）は、札幌市北区にある北海道大学の大学病院。通称北大病院（ほくだいびょういん）。北海道大学医学部・歯学部附属の教育・研究施設であり、医科・歯科の高度な医療を提供する北海道を代表する医療施設になっている。

## 沿革
北海道大学医学部附属病院
- 1919年（大正08年）：北海道帝国大学に医学部設置[3]。
- 1920年（大正09年）：医学部附属医院開始準備のため、看護法講習科（後に厚生女学部→医学部附属看護学校と改称）設置（1983年廃止）[3]。
- 1921年（大正10年）：産婆養成所（後に助産婦学校と改称）設置（1985年廃止）[3]。「北海道帝国大学医学部附属医院」開院[3]。
- 1936年（昭和11年）：医学部附属病院登別分院診療開始（1996年廃院）[3]。
- 1949年（昭和24年）：「北海道大学医学部附属病院」と改称[3]。
- 1955年（昭和30年）：西病棟新築工事竣工[3]。
- 1956年（昭和31年）：医学部附属診療エックス線技師学校（後に診療放射線技師学校と改称）設置（1986年廃止）[3]。
- 1958年（昭和33年）：中央棟・東病棟新築工事竣工[3]。
- 1966年（昭和41年）：医学部附属衛生検査技師学校（後に臨床検査技師学校と改称）設置（1984年廃止）[3]。北病棟新築工事竣工[3]。
- 1967年（昭和42年）：南病棟新築工事竣工[3]。歯学部附属病院開院に伴い、歯科廃止[3]。
- 1981年（昭和56年）：南病棟増築工事竣工[3]。
- 1983年（昭和58年）：中央診療棟新築工事竣工[3]。
- 1988年（昭和63年）：新外来棟新築工事竣工（翌年から診療開始）[3]。
- 1993年（平成05年）：新病棟新築工事竣工（翌年から診療開始）[3]。
- 1997年（平成09年）：新中央診療棟新築工事竣工[3]。
- 2002年（平成14年）：ファミリーハウス落成[3]。

北海道大学歯学部附属病院
- 1967年（昭和42年）：「北海道大学歯学部附属病院」設置。入院病棟・外来診療棟増築工事落成[3]。
- 1970年（昭和45年）：附属病院棟新築工事落成[3]。
- 1979年（昭和54年）：増築工事落成[3]。
- 1982年（昭和57年）：増築工事落成[3]。

北海道大学病院
- 2003年（平成15年）：医学部附属病院と歯学部附属病院との統合により、「北海道大学病院」となる[3]。
- 2013年（平成25年）：外来新棟新築工事竣工[3]。
- 2022年（令和4年）：司法精神医療センター(医療観察病床23床)開設。[3]。

## 機関指定
- 健康保険法による保険医療機関
- 国民健康保険法による療養取扱機関
- 消防法による救急医療機関
- 生活保護法による医療機関
- 感染症予防・医療法による医療機関
- 労働者災害補償保険法による医療機関
- 地方公務員災害補償法による医療機関
- 原子力災害拠点病院
- 母子保健法による指定養育医療機関
- 戦傷病者特別援護法による療養給付
- 障害者自立支援法による指定自立医療機関
- 特定機能病院
- 臓器移植登録施設
- エイズ治療拠点病院（北海道エイズ治療ブロック拠点病院）
- 災害拠点病院
- がん診療連携拠点病院（北海道高度がん診療中核病院）[4]
- 肝疾患診療連携拠点病院
- 小児がん拠点病院
- 造血幹細胞移植推進拠点病院
- 心神喪失等の状態で重大な他害行為を行った者の医療及び観察等に関する法律に基づく指定入院医療機関

## 診療科等
診療科（医科）
- 内科I
- 内科II
- 消化器内科
- 循環器内科
- 血液内科
- 腫瘍内科
- 消化器外科I
- 消化器外科II
- 循環器・呼吸器外科
- 整形外科
- 泌尿器科
- 麻酔科
- 形成外科
- 乳腺外科
- 救急科
- 神経内科
- 眼科
- 耳鼻咽喉科
- 皮膚科
- 精神科神経科
- 脳神経外科
- リハビリテーション科
- 産科
- 婦人科
- 小児科
- 放射線治療科
- 放射線診断科
- 核医学診療科
- 病理診断科

診療科（歯科）
- 予防歯科
- 歯周・歯内療法科
- 冠橋義歯補綴科
- 高齢者歯科
- 小児・障害者歯科
- 矯正歯科
- 歯冠修復科
- 義歯補綴科
- 口腔内科
- 口腔外科
- 歯科放射線科
- 歯科麻酔科
- 顎関節治療部門
- 顎口腔機能治療部門
- 口腔インプラント治療部門
- 口腔総合治療部

専門外来（医科）
- 妊娠と薬相談外来
- ピロリ菌専門外来
- リンパ浮腫ケア外来
- 側弯症専門外来
- 野球肘検診外来

専門外来（歯科）
- 歯ぎしり専門外来
- 口臭専門外来
- 摂食・嚥下専門外来
- 審美歯科専門外来

センター・部門
- 検査・輸血部
- 手術部
- 放射線部
- 先進急性期医療センター（救急／集中治療）
- リハビリテーション部
- 物流管理センター
- 病理診断科・病理部
- 周産母子センター
- 集中治療部
- 医療情報企画部
- 光学医療診療部
- 臓器移植医療部
- 高次口腔医療センター
- デイサージャリーセンター
- 高度無菌治療部
- 臨床遺伝子診療部
- 血液浄化部
- 口腔総合治療部
- 生体技工部
- 国際医療部
- がん遺伝子診断部
- 歯科外来手術センター
- ME機器管理センター
- 超音波センター
- スポーツ医学診療センター
- てんかんセンター
- 口腔ケア連携センター
- 腫瘍センター
- 陽子線治療センター
- HIV診療支援センター
- 薬剤部
- 看護部
- 医療技術部
- 医療安全管理部
- 感染制御部
- 栄養管理部
- 企画マネジメント部
- 診療録管理室
- 女性医師等就労支援室
- 臨床研究開発センター
- 臨床研修センター
- 地域医療連携福祉センター
- 地域医療指導医支援センター
- 入退院センター
- コンパニオン診断寄附研究部門
- 安全衛生管理室
- 肝疾患相談センター
- 糖尿病ケアサポートチーム

## 施設認定
- 骨髄移植推進財団（骨髄バンク）認定施設
- さい帯血バンク認定施設
- 日本成人白血病共同研究グループ（JALSG）認定施設
- 日本泌尿器科学会教育認定施設
- 日本透析医学会認定施設
- ISO15189認定（検査部）[5]
- 日本透析医学会認定施設
- 日本腎臓学会研修施設
- 日本静脈経腸栄養学会NST（栄養サポートチーム）専門療法士教育認定施設

## アクセス・駐車場
- 札幌市営地下鉄南北線北12条駅から徒歩約6分、北18条駅から徒歩約7分
- 札幌市営地下鉄東豊線北13条東駅から徒歩約15分
- 北海道旅客鉄道（JR北海道）札幌駅から徒歩約15分
- 駐車場
  - 第1外来駐車場
  - 第1外来駐車場（身障者用）
  - 第2外来駐車場